# Trietilendiamina
La trietilendiamina es un compuesto orgánico heterocíclico cuya fórmula es N2(C2H4)3.
Es una diamina bicíclica con ambos grupos amino terciarios.
También es conocida como DABCO, 1,4-etilenpiperazina y TEDA.
El término DABCO, muy difundido, es una marca comercial registrada y es una abreviatura de la nomenclatura IUPAC de este compuesto: 1,4-diazabiciclo[2.2.2]octano.

## Propiedades físicas y químicas
A temperatura ambiente, la trietilendiamina es un sólido con una densidad de 1,14 g/L. Su aspecto es el de polvo o cristales incoloros o blanquecinos, con un cierto aroma amoniacal.
Su punto de fusión es de 158 °C y su punto de ebullición 174 °C.
Es una sustancia soluble en acetona (130 g/L), agua (450 g/L), benceno (510 g/L) y etanol (770 g/L). El valor del logaritmo de su coeficiente de reparto, logP = -0,49, indica que su solubilidad es algo mayor en disolventes polares que en apolares.
En cuanto a reactividad, la trietilendiamina es una sustancia higroscópica.
Es incompatible con oxidantes fuertes y peróxidos —véase más abajo—, así como con ácidos fuertes.

## Síntesis
La trietilendiamina se produce por reacciones térmicas de compuestos del tipo H2NCH2CH2X (donde X = OH, NH2 o NHR) en presencia de catalizadores de zeolita. Así, se puede sintetizar a partir de la tetraetilenpentamina —que a su vez se elabora desde la trietilentetramina o la dietilentriamina— o de le etilendiamina, de acuerdo a la reacción:

## Usos
La trietilendiamina es notablemente nucleófila, utilizándose como catalizador y reactivo en polimerización y síntesis orgánica.
Se emplea como catalizador básico para la formación de poliuretano a partir de aminas e isocianatos, así como en reacciones de Baylis-Hillman entre aldehídos y compuestos orgánicos insaturados:
Al ser por su estructura una amina «sin obstáculos», constituye un ligando fuerte y una base de Lewis. Forma un aducto cristalino 2:1 con peróxido de hidrógeno y dióxido de azufre.
Por otra parte, este compuesto puede usarse para alargar la vida de los tintes. Esto hace que sea útil en láseres de tinte y en el montaje de muestras para microscopia de fluorescencia (cuando se usa conjuntamente con glicerol y PBS).

## Precauciones
Esta es una sustancia inflamable cuyo polvo puede formar mezclas explosivas con el aire. Al arder puede desprender productos nocivos como óxidos de nitrógeno y monóxido de carbono; su descomposición térmica también puede generar gases y vapores irritantes. El punto de inflamabilidad de la trietilendiamina es 62 °C y su temperatura de autoignición es de 350 °C.
Este compuesto resulta irritante para ojos y piel. La inhalación de concentraciones altas de su vapor puede originar dolor de cabeza, mareos, cansancio, náuseas y vómitos.